# Schefflera arboricola
Schefflera arboricola é uma planta da família Araliaceae, nativa de Taiwan e de Hainan. É conhecida pelos nomes Árvore-guarda-chuva-anã (por ser parecida e menor que a Árvore-guarda-chuva) e Cheflera.

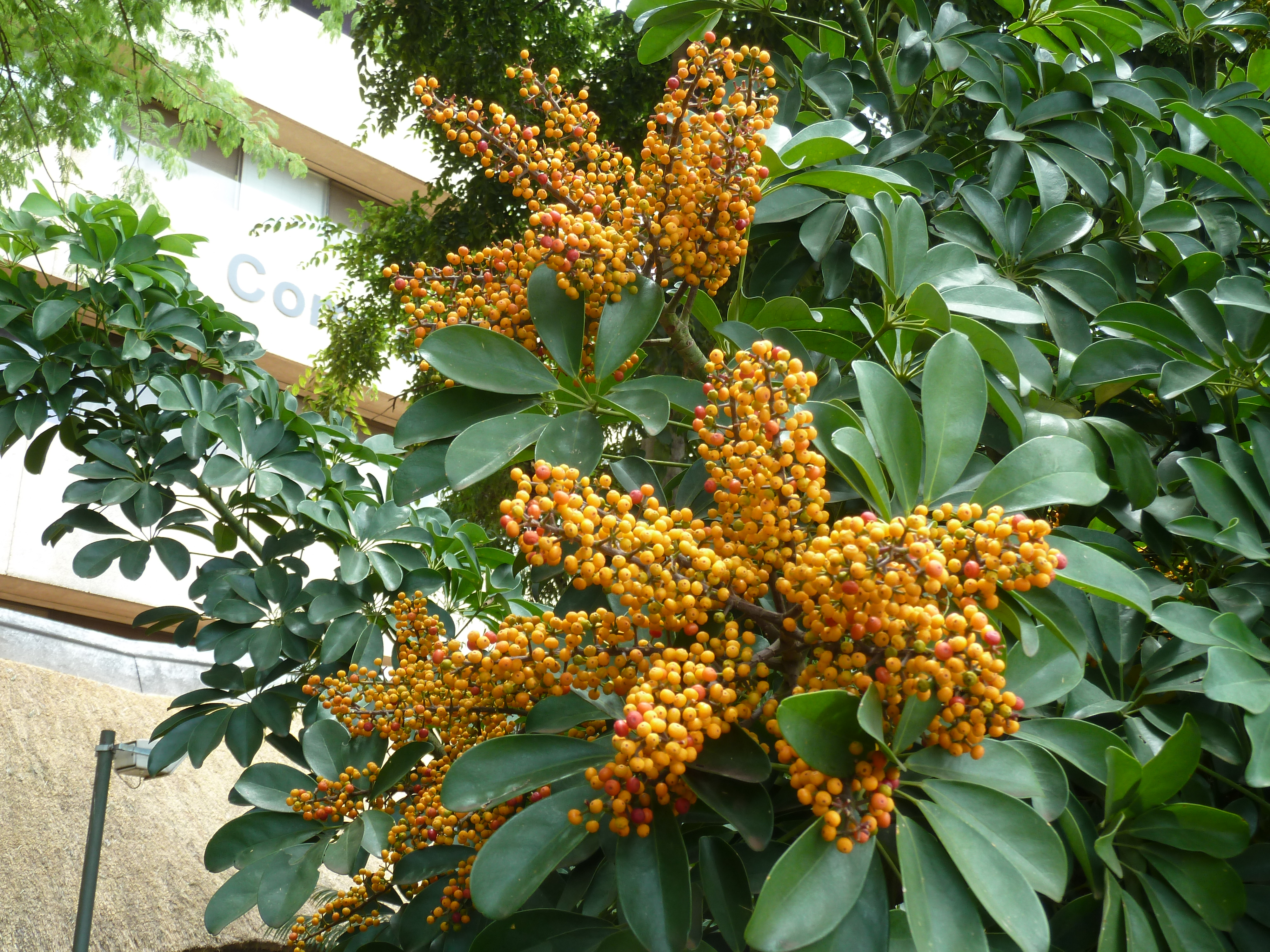
Frutos.

## Descrição
É uma planta perene que cresce até 9 metros de altura, independente ou  
epífita de outras árvores. As folhas são persistentes, verdes brilhantes e palmatamente compostas, com 7 a 9 folíolos de 9 a 20 cm de comprimento e 4 a 10 cm de largura (embora muitas vezes menores no cultivo). As flores são produzidas em uma panícula de 20 cm de umbelas pequenas, cada uma de 7 a 10 mm de diâmetro com 5 a 10 flores.

## Cultivação e usos

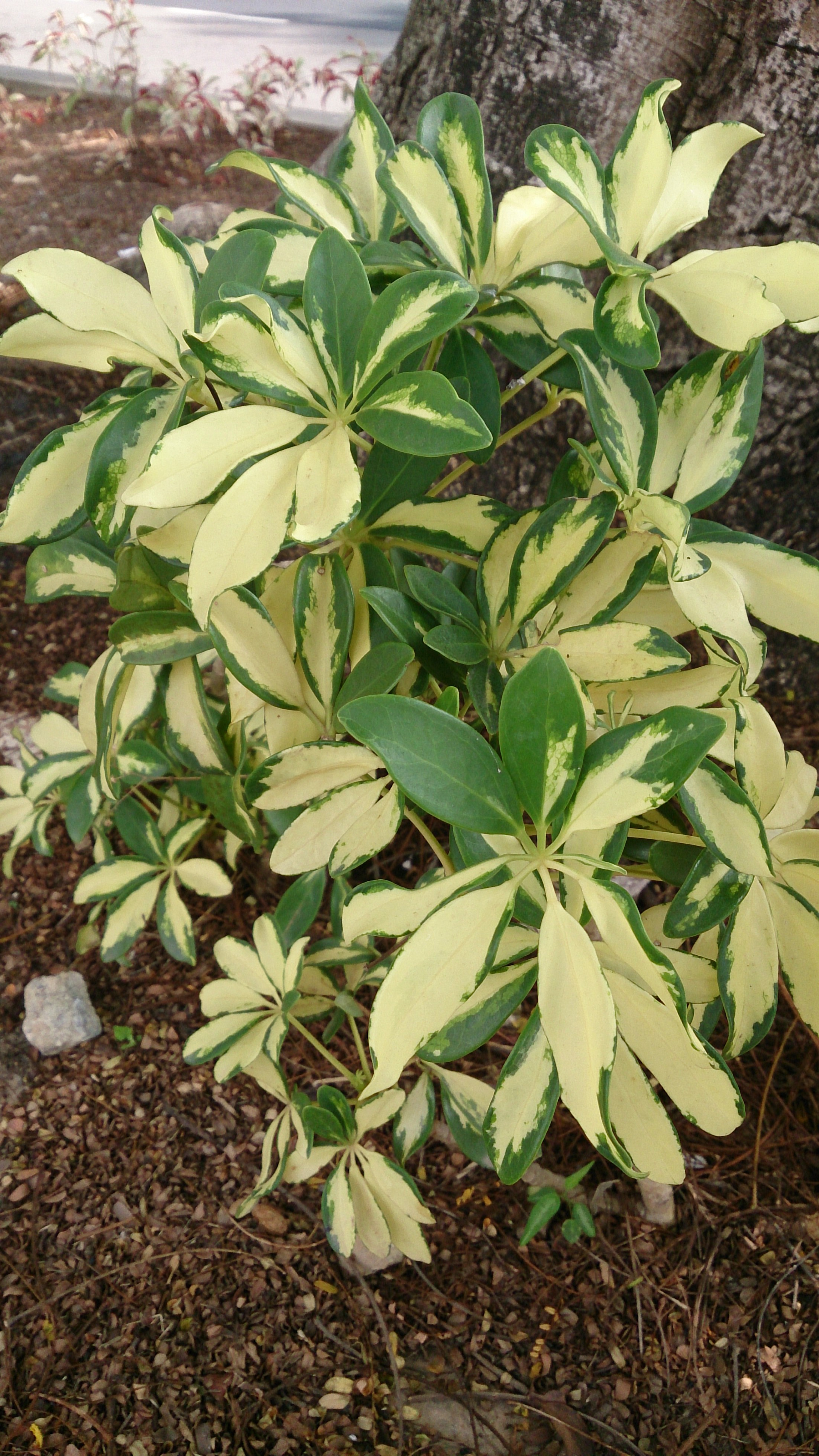
Variegada da Schefflera arboricola.

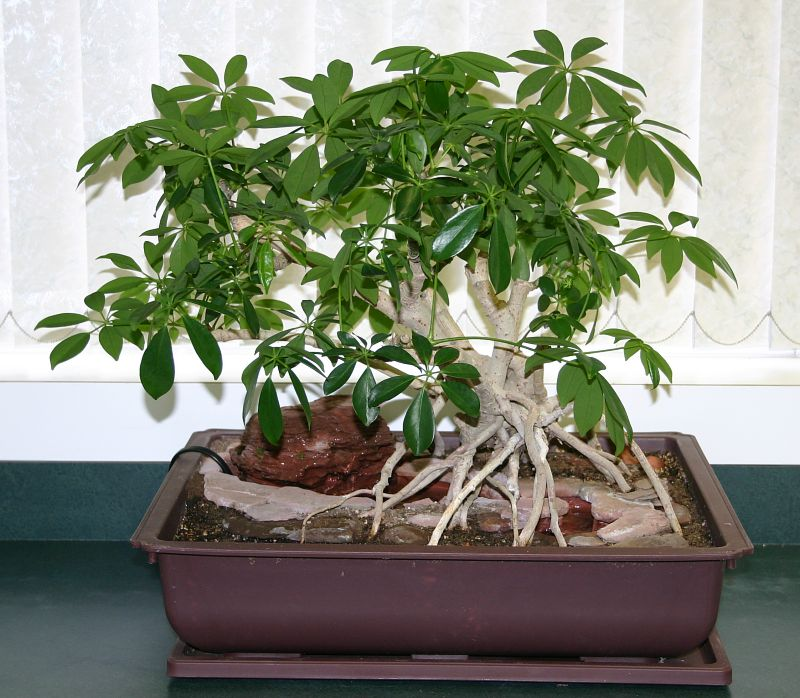
Um bonsai de interior antigo apresentado como arte penjing.

É comumente cultivada para decorar ambientes de casas e escritórios, popular por sua tolerância a condições negligentes e que prejudicam seu crescimento. Também é cultivada como planta paisagística em climas mais amenos onde as geadas não são severas. Numerosos cultivares tem sido selecionados por variegação na cor e no padrão das folhas, muitas vezes variegadas com bordas ou centros cremosos de branco a amarelo, e formas anãs. O cultivar Gold Capella ganhou o Award of Garden Merit da Royal Horticultural Society.
A Árvore-guarda-chuva-anã é facilmente cultivada na forma de bonsai e popular como bonsai de interior.

## Toxicidade
Árvore-guarda-chuva-anã é uma planta tóxica que causa envenenamento. Contêm cristais "afiados" de oxalato de cálcio que são insolúveis e danificam as células e os tecidos dos que os ingerem. Dependendo da quantidade consumida, o dano resultante (inchaço) dos tecidos expostos e do trato digestivo pode ser fatal. Para a própria segurança, crianças e animais domésticos devem ser mantidos afastados do consumo desta planta.

## Cuidados
Prefere luz mais alta, se possível, mas pode se adaptar a uma ampla variedade de níveis de luz. Como planta tropical, gosta de umidade, mas evite deixá-la na água depois de regá-la. Gosta de estar úmido, mas não molhado.